# DFL-슈퍼컵 2023
DFL-슈퍼컵 2023은 DFL-슈퍼컵의 14번째 대회로 2023년 8월 12일에 개최되었다. 이번 대회는 분데스리가 2022-23 시즌 우승 팀인 바이에른 뮌헨과 DFB-포칼 2022-23 시즌 우승 팀인 RB 라이프치히가 경기를 치렀다.
이 대회에서는 다니 올모의 해트트릭을 앞세운 라이프치히가 뮌헨에게 3–0으로 승리하며 창단 후 첫 슈퍼컵 우승을 달성하였다. 다니 올모가 전반 3분에 기록한 선제골은 1994년 대회에서 베르더 브레멘의 블라디미르 베스차스트니흐가 바이에른 뮌헨을 상대로 전반 2분에 기록한 득점에 이어 2번째로 빠른 득점이며, 이전까지 슈퍼컵에서 해트트릭을 기록한 선수는 2018년 대회에서 프랑크푸르트를 상대했던 바이에른 뮌헨의 로베르트 레반도프스키가 유일하다. 또한 2015년 대회에서 볼프스부르크가 바이에른 뮌헨을 상대로 승부차기 끝에 이기며 우승한 이후로 8년만에 DFB-포칼 우승팀이 슈퍼컵에서 우승했다.

## 참가팀
아래의 참가경기는 1996년까지 개최되었던 DFB-슈퍼컵과 2010년부터 개최된 DFL-슈퍼컵을 포함하고 있다.
| 구단          | 자격                    | 이전 참가 (굵은 글씨는 우승)                                                                        |
| ------------- | ----------------------- | --------------------------------------------------------------------------------------------------- |
| 바이에른 뮌헨 | 분데스리가 2022-23 우승 | 15 (1987, 1989, 1990, 1994, 2010, 2012, 2013, 2014, 2015, 2016, 2017, 2018, 2019, 2020, 2021, 2022) |
| RB 라이프치히 | DFB-포칼 2022-23 우승   | 1 (2022)                                                                                            |

## 대회 정보
양 팀은 직전에 열린 2022년 대회에서 처음으로 만나 바이에른 뮌헨이 5–3으로 라이프치히를 누르고 우승을 차지했었다. 두 팀은 2년 연속으로 슈퍼컵에 진출했으며, 특히 슈퍼컵 통산 10회 우승한 바이에른 뮌헨은 2012년 대회부터 이번 대회까지 12회 연속으로 진출했다.

## 경기 정보

### 상세 정보
| 바이에른 뮌헨 | 0–3  | RB 라이프치히              |
| ------------- | ---- | -------------------------- |
|               | 기록 | 올모 3′, 44′, 68′ (페널티) |

|  |  |

| GK          | 26 | 스벤 울라이히           |     |     |
| RB          | 5  | 뱅자맹 파바르           | 13′ | 46′ |
| CB          | 2  | 다요 우파메카노         | 34′ |     |
| CB          | 4  | 마테이스 더 리흐트      | 46′ |     |
| LB          | 19 | 알폰소 데이비스         |     |     |
| CM          | 6  | 요주아 키미히           | 78′ |     |
| CM          | 27 | 콘라트 라이머           | 46′ |     |
| RW          | 10 | 리로이 자네             |     |     |
| AM          | 42 | 자말 무시알라           |     |     |
| LW          | 7  | 세르주 그나브리         |     |     |
| CF          | 39 | 마티스 텔               | 64′ |     |
| 교체 명단:  |    |                         |     |     |
| GK          | 43 | 톰 리치 휠스만          |     |     |
| DF          | 3  | 김민재                  | 46′ |     |
| DF          | 40 | 누사이르 마즈라위       | 46′ |     |
| DF          | 41 | 프란스 크레치히         |     |     |
| MF          | 8  | 레온 고레츠카           | 78′ |     |
| MF          | 38 | 라이언 흐라번베르흐     |     |     |
| MF          | 45 | 알레크잔다어 파플로피크 |     |     |
| FW          | 9  | 해리 케인               | 64′ |     |
| FW          | 11 | 킹슬리 코망             | 46′ |     |
| 감독:       |    |                         |     |     |
| 토마스 투헬 |    |                         |     |     |

| GK          | 21 | 야니스 블라스비히   |     |     |
| RB          | 39 | 베냐민 헨릭스       | 85′ |     |
| CB          | 2  | 모하메드 시마칸     |     |     |
| CB          | 4  | 빌리 오르반         |     |     |
| LB          | 22 | 다비드 라움         |     |     |
| CM          | 24 | 크사버 슐라거       |     |     |
| CM          | 44 | 케빈 캄플           |     |     |
| RW          | 20 | 크사비 시몬스       | 78′ |     |
| LW          | 7  | 다니 올모           | 71′ | 78′ |
| CF          | 11 | 티모 베르너         | 64′ |     |
| CF          | 17 | 로이스 오펜다       | 64′ |     |
| 교체 명단:  |    |                     |     |     |
| GK          | 25 | 레오폴트 칭게를레   |     |     |
| DF          | 16 | 루카스 클로스테르만 | 85′ |     |
| DF          | 23 | 카스텔로 뤼케바     |     |     |
| MF          | 10 | 에밀 포르스베리     | 78′ |     |
| MF          | 13 | 니콜라스 자이발트   |     |     |
| MF          | 18 | 파비우 카르발류     | 78′ |     |
| MF          | 38 | 우고 노보아         |     |     |
| FW          | 30 | 베냐민 세슈코       | 64′ |     |
| FW          | 9  | 유수프 포울센       | 64′ |     |
| 감독:       |    |                     |     |     |
| 마르코 로제 |    |                     |     |     |

| 부심: 레네 로데 (로스토크) 마르첼 웅거 (함부르크) 대기심: 토비아스 라이헬 (슈투트가르트) 비디오 판독심: 토비아스 벨츠 (비스바덴) 보조 비디오 판독심: 토르슈텐 시프너 (콘스탄츠) | 경기 규칙 - 전•후반 90분동안 치러진다. - 무승부일 경우 승부차기를 통해 우승팀을 가린다. - 9명의 교체 선수를 등록할 수 있으며 최대 5명까지 교체할 수 있다. |

### 통계
| 항목        | 바이에른 뮌헨 | RB 라이프치히 |
| ----------- | ------------- | ------------- |
| 득점        | 0             | 3             |
| 슈팅        | 13            | 10            |
| 유효슈팅    | 5             | 5             |
| 볼 점유율   | 68%           | 32%           |
| 패스 횟수   | 590           | 289           |
| 패스 성공률 | 91%           | 75%           |
| 코너킥      | 9             | 6             |
| 파울        | 14            | 13            |
| 오프사이드  | 1             | 2             |
| 경고        | 2             | 1             |
| 퇴장        | 0             | 0             |

## 같이 보기
- 분데스리가 2022-23
- DFB-포칼 2022-23